# Toboła (powiat sępoleński)
Toboła – kolonia w Polsce położona w województwie kujawsko-pomorskim, w powiecie sępoleńskim, w gminie Sępólno Krajeńskie.
W latach 1975–1998 miejscowość położona była w województwie bydgoskim.